# WestConnex
La Ẃestconnex est une autoroute de 33 kilomètres de long située à Sydney (Nouvelle-Galles du Sud) en Australie.

## Historique
En avril 2018, la dernière étape de construction de la Westconnex, le lien souterrain entre la M4 et la M5, est validé par le gouvernement de la Nouvelle-Galles du Sud.
Début mai 2018, le gouvernement de la Nouvelle-Galles du Sud annonce la mise en vente de 51% de la Westconnex, visant un prix d'achat de 16,8 milliards de dollars. L'autorité de la concurrence (en anglais : Australian Competition and Consumer Commission ou ACCC) exprime son désaccord à l'acquisition par un consortium mené par Transurban pour l'exploitation de la Westconnex,.

## Description
La Westconnex reprend les autoroutes M4 et M5 pour én élargir les rampes d'accès et la largeur des voies.